# Elitsa Vasileva
Elitsa Vasileva (em búlgaro: Елица Василева) é uma jogadora de voleibol búlgara, que atua como ponteira.

## Biografia
Nascida na Bulgária, quando criança jogava basquete, no entanto devido a seu típico físico, aos treze anos, começou a jogar vôlei. Começou sua carreira em 2005 no CSKA Sófia e aos dezessete anos deixou seu país natal para ir à Itália, onde atuou por Esperia Cermona, Sirio Perugia e Bergamo. Após cinco anos lá, foi contratada em agosto de 2012 pelo Vôlei Amil, se mudando para o Brasil em outubro de 2012. Ao final da Superliga, em abril de 2013, seu contrato com a equipe foi encerrado. Em setembro do mesmo ano, foi contratada pelo clube sul-coreano Incheon Heungkuk Life Pink Spiders, pelo qual, em dezembro de 2013, estabeleceu um recorde mundial de pontos marcados em uma única partida por uma atleta feminina ao pontuar 57 vezes. Em outubro do ano seguinte, Vasileva transferiu-se para o clube turco VakıfBank Spor Kulübü. Depois disso passou pelos clubes Dínamo Kazan (2015-2018), Savino Del Bene Scandicci (2018-2019), Igor Gorgonzola Novara (2019-2020), VBC Èpiù Casalmaggiore (2020-2021), Dínamo Moscou (2021-2022). Atualmente, defende o Fenerbahçe Medicana.

## Títulos

### Clube
Campeonato Búlgaro de Voleibol Feminino
- 2006–2007

Campeonato Italiano de Voleibol Feminino
- 2010–2011

Supercopa Italiana de Voleibol Feminino
- 2011

### Seleção nacional
Liga Europeia de Voleibol
- 2010
- 2011
- 2012
- 2013

### Prêmios individuais
Liga Europeia de Voleibol Feminino de 2012
- Melhor Pontuadora
- Melhor Ponteira[10]